# Arenaria querioides
Arenaria querioides är en nejlikväxtart. Arenaria querioides ingår i släktet narvar, och familjen nejlikväxter.

## Underarter
Arten delas in i följande underarter:
- A. q. querioides
- A. q. racemosa